# Fausto Olivares
Pour les articles homonymes, voir Olivares.
Fausto Olivares Palacios, peintre andalou né à Jaén en novembre 1940, a étudié les Beaux-Arts à Madrid. Il a voyagé à Paris et d'autres villes d'Europe avant de retourner à Jaén en 1966, où il est nommé professeur de dessin et peinture à l'école des Arts et Métiers (aujourd'hui École d'Art José Nogué), et dont il occupa la charge de directeur.
Il laisse en 1981 son activité d'enseignement pour poursuivre une carrière artistique qui l'amène à exposer dans de nombreuses villes d'Espagne et d'Europe.
Il meurt dans sa ville natale en mai 1995.

## Biographie

### Premières années
Fausto Olivares Cózar et Sérvula Palacios Cózar vivent dans le quartier de la Magdalena, à Jaén, à la fin de la Guerre civile espagnole. Ils perdent leur première fille, Flor, d'à peine quelques mois. Puis naissent Fausto (1940), José, Francisco, Ceferino, Maribel, Domingo Jesús, Pedro et Maria Florencia.
Malgré les difficultés propres à cette période d'après-guerre franquiste, la famille tente de donner à chaque enfant une éducation convenable.
Dès son enfance, Fausto montre de claires prédispositions artistiques, et concrétise ses aptitudes en apprenant de la main de D. Enrique Barrios, et plus tard en compagnie de Francisco Cerezo Moreno. Pendant ses années d'adolescence, il alterne les heures de travail à l'entreprise auprès de son père et ses frères avec les cours de dessin et peinture. En même temps il réalise quelques œuvres qui lui permettent d'atteindre déjà une petite notoriété dans la ville.
Il prépare le concours d'entrée à l'Escuela Superior de Bellas Artes de San Fernando de Madrid, auprès de Don Pablo Martín del Castillo, et à 18 ans il part pour la capitale espagnole.
À l'école des Beaux-Arts il a pour compagnons Dario Villalba, Ángel Estrada, Isidro López Murias. Son ami Luis Santiago, musicien, lui permet de faire la connaissance d'artistes de flamenco comme Pepe el de la Matrona, Lola Flores, Antonio Mairena... Le flamenco marquera par la suite un important aspect dans la vie et l'œuvre du peintre. Il profite des périodes de vacances estivales por voyager en Espagne (León, Galice), France (vendanges) et en Europe (Belgique, Pays-Bas, Allemagne). Et pendant les dernières années d'études pour faire son service militaire dans les Iles Canaries.
Pendant tous ses déplacements, il réalise des croquis, des peintures et organise même une exposition pendant son service militaire.

### Retour à Jaén
Une fois ses études terminées, il voyage à nouveau en France, et surtout à Paris, où résident et travaillent trois de ses frères. Il y connaît sa future épouse Françoise Gérardin. Il a comme ami Alfredo Vila Monasterio, auprès de qui il découvre certaines modalités de l'art abstrait.
Après un nouveau voyage en Europe, il retourne à Jaén pour s'y installer de manière presque définitive, d'abord comme professeur de modelage, puis comme professeur de dessin et peinture à l'École des Arts et Métiers.
Il essaye de concilier ses passions : peinture, photographie, flamenco et voyages. Il fait de fréquents déplacements en France, expose en Angleterre, en même temps qu'il approfondit son expression jonda par des expéditions dans toute l'Andalousie. Avec Antonio Povedano Bermúdez et d'autres, il prend part à une exposition monographique : El Flamenco en el Arte Actual, qui sillonne le pays pendant des années.
Il est nommé directeur de l'école des Arts et Métiers (1978), charge dont il s'acquittera pendant quatre ans, avant de demander la mise en disponibilité pour pouvoir se dédier entièrement à la peinture.

### Nouveaux voyages
À partir de 1983 il déplace son atelier sur les côtes de Malaga, où sa peinture prend de nouvelles lumières, puis dans les Vosges pour des raisons familiales. Ces déplacements l'amènent à multiplier les expositions individuelles en Andalousie et dans le nord de la France : musées et galeries s'intéressent au style de ce peintre andalou, dont l'expressivité profonde contraste avec la réserve traditionnelle des régions nordiques.
La maladie le surprend en plein travail d'illustrations pour un livre de poèmes de Ramón Porras, Arco del Consuelo, et après la Semaine Sainte de 1995, Fausto décède à son domicile de Jaén la nuit du 13 mai.
Il existe un Atelier-Musée Fausto Olivares à Hurbache en France.
En 2011, à l'occasion des soixante-dix ans de la naissance de son mari, Françoise Gérardin publie une œuvre en français : Évocations, mon mari, Fausto Olivares, peintre.

## Œuvre
Le style de Fausto Olivares, à partir du moment où il accède à son autonomie propre, fait partie du mouvement connu en Europe comme « néo-expressionnisme figuratif ».
La plus grande partie de son travail est réalisé à l'huile sur toile ou sur bois. Il a aussi exécuté une grande quantité de dessins à la plume, au charbon, au crayon, parmi lesquels se détachent ses portraits d'artistes, qui « naissaient du crayon de Fausto, avant tout, pour servir de témoignage et relique d'une soirée d'enthousiasme flamenco ».

### Analyse
Manuel Kayser Zapata illustre de la manière suivante la trajectoire de Fausto : « Son évolution esthétique a été très cohérente. Au début de sa singulière nécessité créative il s'est laissé imprégner par les mouvements d'avant-garde qui luttaient pour s'imposer lors de multiples expositions proposées à Madrid du temps de sa formation. Fausto se sentait enfant de son temps, et en tant que tel il était conscient de sa responsabilité. Plus tard son esthétique répondra exclusivement à ses propres besoins internes de communication. ».

### Fausto Olivares et le Flamenco
Ramón Porras écrit : « La dénomination « expressionnisme flamenco » peut porter à confusion : il ne s'agit pas d'un art qui reflète la littéralité des ambiances, des personnages ou des anecdotes du monde flamenco, mais d'un art profondément flamenco en soi. Pour le dire d'une autre manière, Fausto ne peint pas la soleá, mais sa peinture chante par soleá. »

## Chronologie
Cette chronologie reprend les dates de la vie et de l'œuvre de Fausto Olivares.

### 1940-1955
- 1940 Fausto Olivares naît le 5 novembre rue San Miguel, à Jaén.
- Collège de D. Manuel Moya.
- Très jeune, il s’initie au dessin et commence son apprentissage avec D. Enrique Barrios. Plus tard, avec D. Francisco Cerezo, il s’initie à la peinture. Il travaille le jour dans l’entreprise de son père et l’après-midi, il assiste aux cours de la Escuela de Artes y Oficios. D. Pablo Martín del Castillo le prépare à l’entrée de l’École des Beaux-Arts.
- 1959 Il entre à l’École Supérieure des Beaux-Arts de San Fernando, à Madrid, avec l’aide d’une bourse allouée par le Ministère de l’Éducation Nationale.
- 1961 Il voyage en Europe.
- 1964 Exposition individuelle. Salons de la Diputación Provincial de León.
- 1965 Il voyage à Paris.
- Exposition individuelle. Salons du Real Nuevo Club. Santa Cruz de La Palma. Canaries.
- Exposition collective. Salons de la Real Sociedad Económica de Jaén.
- 1966 Mariage avec Françoise Gérardin
- Naissance de son premier fils, Fausto.
- Exposition collective. « Grupo Jaén ». Ciudad Real.
- 1967 Exposition collective. « Grupo Jaén ». Salle du Centre Artistique. Grenade.
- 1968 Naissance de son deuxième fils, Jaime.
- Exposition collective. « Grupo Jaén ». Salons de l’Económica. Jaén.
- 1969 Exposition collective. « Grupo Jaén ». Caja de Ahorros de Cordoue.
- Exposition collective. « Six artistes de Jaén ». Salons de l’Económica. Jaén.
- Exposition individuelle. Salons de la Real Sociedad Económica de Amigos del País. Jaén.
- Exposition individuelle. Salle de la Caja de Ahorros de Salamanca. Valladolid.
- 1970 Il obtient par concours externe le poste de professeur de término de dessin de la Escuela de Artes y Oficios.
- Exposition individuelle. Galerie Altamira. Cordoue..
- 1971 Naissance de son troisième fils, Ephrem.
- Membre fondateur de la Peña Flamenca de Jaén.
- Exposition individuelle. Caja de Ahorros de Ronda. Málaga.
- Exposition individuelle. Salons de la Real Sociedad Económica de Amigos del País. Jaén.
- 1972 Exposition individuelle. Caja de Ahorros de Salamanca. Valladolid.
- Exposition individuelle. Salons de la Real Sociedad Económica de Amigos del País.Jaén.
- Exposition individuelle. Galerie Xiner. Valence.
- Exposition collective. Exposition Nationale d’ Art Contemporain. Madrid.
- Exposition collective. « Le Flamenco dans l’Art actuel » (1a Monographie). Montilla. Cordoue.
- Exposition collective. « Cinq peintres de Jaén ». Galerie Braulio. Valence.
- 1973 Il voyage en Angleterre.
- Exposition individuelle. Salons de La Real Sociedad Económica de los Amigos del País. Jaén.
- Exposition collective. « Petit format. Peinture espagnole contemporaine ». Galerie Atrium. Cordoue.
- 1974 Il voyage en Suisse, en Autriche et en Allemagne en compagnie de Francisco Cerezo.
- Exposition individuelle. Ansdell Galery. Londres.
- Exposition individuelle. Salons de la Real Sociedad Económica de Amigos del País. Jaén.
- Exposition collective. « Le Flamenco dans l’Art actuel » (2 a Monographie). Salle municipale de Cordoue.
- Exposition collective. Salon du Cinquantenaire des Arts du Bourbonnais. Vichy.
- Exposition collective. « Art d’aujourd’hui ». Galerie del Castillo. Jaén.
- Exposition collective. Atelier de gravure. Salons de l’Económica. Jaén.
- 1975 Exposition individuelle. Galerie del Castillo. Jaén.
- Exposition collective. « Douze artistes de Jaén ». Maison de la Culture. Jaén.
- 1976 Exposition individuelle. Galerie Foro. Madrid.
- Exposition individuelle. Collège Mayor San Jerónimo. Grenade.
- Exposition collective. « Expressionnisme ». Galerie Atrium. Cordoue.
- Exposition collective. « Le Flamenco dans l’Art actuel » (3 a Monographie). Club Urbis. Madrid.
- Exposition collective. « Onze peintres de Jaén ». Galerie Vandelvira. Jaén.
- Exposition collective. Peintures et sculptures d’artistes de Cordoue et d’autres régions. Galerie Céspedes. Cordoue.
- 1977 Il participe à la création de la revue de Flamenco CANDIL.
- Exposition individuelle. Caja de Ahorros de Cádiz. Cadix.
- Exposition individuelle. Galerie del Castillo. Jaén.
- Exposition individuelle. Galerie PLOM. Jerez de la Frontera. Cadix.
- 1978 Il est nommé directeur de la Escuela de Artes y Oficios de Jaén.
- 1979 Exposition collective. « Cinq peintres de Jaén ». Caja Provincial de Ahorros. Almuñécar. Grenade.
- 1981 Il demande un congé sans solde et il abandonne la Direction de la Escuela de Artes y Oficios.
- Exposition individuelle. Galerie Pizmar. Cordoue.
- Exposition individuelle. Caja de Ahorros de Granada. Jaén.
- Exposition collective. " Le Flamenco dans l’Art actuel " (4 a Monographie). Salle de la Banque de Bilbao. Madrid.
- Exposition collective. " Hommage à Picasso ". Musée Provincial des Beaux-Arts. Jaén.
- Exposition collective. " Petit format". Galerie Jabalcuz. Jaén.
- Exposition collective. " Le Flamenco dans l’Art actuel " (5 a Monographie). Posada del Potro. Cordoue.
- Exposition collective. Hommage à ANGELES ORTIZ. Musée Provincial des Beaux- Arts. Jaén.
- 1982 Son père meurt en janvier.
- Exposition individuelle. Galerie Jabalcuz. Jaén.
- Exposition collective. Artistes d’aujourd’hui. Galiarte. Madrid.
- Exposition collective. " Le Flamenco dans l’Art actuel " (6 a Monographie). Escuela de Artes y Oficios. Almería.
- Exposition collective. Hommage à MURILLO. Salle du Ministère de la Culture. Jaén.
- Exposition collective. " Le Flamenco dans l’Art actuel" (7 a Monographie). Salle de la Caja de Ahorros. Ceuta.
- Exposition collective. " Tres Pintores jondos jiennenses " (Manuel Angeles Ortiz, Antonio Povedano, Fausto Olivares). Salle de la Caja de Ahorros de Granada. Jaén.
- 1983 Il déménage son atelier à Torremolinos.
- Il s’intéresse au Carnaval de Cadix.
- Exposition individuelle. Caja de Ahorros de Málaga. Málaga.
- Exposition individuelle. Salle de la Banque de Bilbao. Marbella. Málaga.
- Exposition collective. Printemps 83. Galerie Aldaba. Madrid.
- Exposition collective. " 29 Peintres andalous contemporains ". Salle du Monte de Piedad y Caja de Ahorros de Córdoba. Madrid.
- Exposition collective. " Le Flamenco dans l’Art actuel " (8 a Monographie). Diputación Provincial. Cadix.
- 9 a Monographie à Jerez.
- 10 a à Villamartín.
- 11 a à Puerto de Santa María.
- Exposition collective. " 28 Peintres andalous contemporains ". Salle Cajasur. Marbella. Málaga.
- 1984 Exposition collective. Hommage aux Arts Plastiques. Posada del Potro. Cordoue.
- 1985 Il travaille dans son atelier de Buis-les-Baronnies, dans le Sud de la France.
- Exposition individuelle. Salle Cajasur. Madrid.
- Exposition individuelle. Galerie Arfirenze. Madrid.
- Exposition individuelle. Salle " La General ". Jaén.
- Exposition collective. Peintures et sculptures. Galerie Jabalcuz. Jaén.
- Exposition collective. " 20 Peintres andalous contemporains ". Maison de la Culture de Torredonjimeno. Jaén.
- 1986 Exposition individuelle. Musée Municipal de Saint-Dié-des-Vosges.
- Exposition individuelle. Salle Mateo Inurria. Cordoue.
- Exposition collective. " Nuestros fondos pictóricos ". Monte de Piedad. Cajasur. Madrid.
- Exposition collective. " Académie, classicisme et nouvelles tendances dans le dessin de Jaén ". Galerie Jabalcuz. Jaén.
- 1987 Il voyage en Italie.
- Exposition individuelle. Galerie Lillebonne. Nancy.
- Exposition collective. "Le Flamenco dans l’Art actuel" (12 a Monographie). Club Urbis. Madrid.
- 1988 Il travaille dans l’atelier de son fils Jaime Olivares à Strasbourg.
- Exposition individuelle. Galerie Aktuaryus. Strasbourg.
- Exposition individuelle. Musée Municipal d’Epernay.
- Exposition collective. " Perspectives Œil 88 ". Espace Agora du C.A.C. Forbach. Exposition collective. 1 a exposition de Peintres de Jaén. Nouvelle salle de la Real Sociedad Económica. Jaén.
- Exposition collective. " Le Flamenco dans l’Art espagnol contemporain ". Palais de Pemartín. Jerez de la Frontera. Cadix
- 1989 Il voyage en Allemagne. Séjour à Hambourg.
- 1990 Exposition individuelle. Salle d’exposition de " La General ". Jaén.
- Exposition individuelle. Salle Municipale de Marbella. Málaga.
- Exposition collective. Galerie Aljaba. Jaén.
- Exposition collective. "Peintres contemporains". Galerie J. Strasbourg.
- 1991 Exposition individuelle. Galerie d’Art. Maison de la Culture de Metz.
- Exposition individuelle. Salons de la Diputación Provincial. Jaén.
- Exposition individuelle. Galerie J. Strasbourg.
- Exposition collective. Galerie Contrast. Metz.
- Exposition collective. Galerie Dmochowski. Paris.
- 1992 Exposition individuelle. Galerie d’Art de l’Ancien Collège. Sézanne.
- Exposition collective. " Figures. 23 noms autour de la figure de Jacques CAL LOT ". Galerie Lillebonne. Nancy.
- Exposition individuelle. Galerie Ocre. Cordoue.
- Exposition individuelle. Galerie du Musée Cruz Herrera. La Línea. Cadix.
- Exposition individuelle. Salle Unicaja. Vélez. Málaga.
- Exposition individuelle. Galerie H. Marbella. Málaga.
- Exposition individuelle. Salle d’exposition de Correos. Torremolinos. Málaga.
- Exposition individuelle. Maison de la Culture d’Antequera.
- 1994 Exposition individuelle. Salle d’exposition " La General ". Jaén.
- 1995 Il meurt d’un cancer le 14 mai à son domicile, à Jaén[11].

### 1995-2011
- 1995 Exposition collective : " Deux siècles de peinture et de sculpture de Jaén". Hôpital de San Juan de Dios. Jaén
- Exposition individuelle. " Hommage à Fausto OLIVARES ". Musée Municipal de Saint-Dié-des-Vosges..
- 1996 Édition du livre Arco del Consuelo. Jaén. Poèmes de Ramón PORRAS. Dessins de Fausto OLIVARES.
- Exposition individuelle. " Hommage posthume à Fausto OLIVARES ". Escuela de Artes Aplicadas y Oficios Artísticos. Jaén.
- Exposition individuelle. Peña Flamenca de Jaén. Jaén.
- Exposition individuelle. " Hommage à Fausto OLIVARES ". Galerie Lillebonne. Nancy.
- Creation de la S.A.F.O, Société des Amis de Fausto OLIVARES.
- 1999 Exposition individuelle. Fausto Olivares 1965-75. Cajasur. Cordoue
- Exposition individuelle. Atelier Fausto Olivares. Hurbache
- 2000 Exposition collective. Atelier Fausto Olivares. Hurbache
- 2001 Restauration et transformation de l’atelier d’ Hurbache en Atelier-Musée Fausto Olivares
- Exposition collective. Atelier-Musée Fausto Olivares. Hurbache
- 2002 Création du Prix de Peinture Flamenca " Fausto Olivares " par la Peña Flamenca de Jaén
- Exposition collective: Abbaye des Prémontrés. Pont-à-Mousson
- Exposition collective. Atelier-Musée Fausto Olivares. Hurbache
- en cours de rédaction

## Musées et Collections
- Musée d’Art Contemporain. Madrid.
- Musée Provincial des Beaux Arts de Jaén.
- Musée Municipal de Saint-Dié-des-Vosges.
- Musée Jacinto Higueras. Santisteban del Puerto. Jaén.
- Musée Municipal d’Epernay.
- Fonds de la Diputación Provincial de Jaén.
- Fonds du Monte de Piedad. Cajasur. Cordoue.
- Club Financier de Genova. Madrid.
- Collection Jacqueline Logier. Paris.
- Collection Sangenis. Salles-sous-Bois.
- Fonds " Unicaja ". Málaga.
- Fonds " La General ". Grenade.
- Et dans d’autres collections particulières.

## Hommages
- La Peña Flamenca de Jaén a créé un concours : Certamen de Dibujo y Pintura Flamenco Fausto Olivares [12]
- La salle d'expositions de l'École d'Art José Nogué a pris le nom de Sala de Arte Fausto Olivares[13]
- Une rue de la ville de Jaén porte le nom de Pintor Fausto Olivares (Peintre Fausto Olivares)[14]